# جايسون ريفرز
جايسون ريفرز (بالإنجليزية: Jason Rivers)‏ هو لاعب كرة قدم أمريكية أمريكي، ولد في 31 مايو 1985 في هونولولو في الولايات المتحدة.